# Pyton czarny
Pyton czarny (Simalia boeleni) – gatunek węża z niejadowitej rodziny pytonów (Pythonidae).

## Opis
Na grzbiecie czarny wzór, opalizujący, przypominający plamę ropy. Brzuch biały. Biel rozciąga się na boki, tworząc serię zygzaków. Łuski wargowe także białe.

## Występowanie
Górzyste obszary Nowej Gwinei (zarówno w części wyspy należącej do Indonezji, jak i Papui-Nowej Gwinei). Być może występuje na wyspie Goodenough na wschód od Nowej Gwinei, ale wymaga to potwierdzenia.
Gatunek ten zamieszkuje tropikalne wilgotne lasy górskie. Jest zazwyczaj spotykany w przedziale wysokości 1000–2000 m n.p.m.

## Pożywienie
Drobne ssaki, gniazdujące na ziemi ptaki.

## Rozród
Jest to gatunek jajorodny, samica składa co najmniej 14 jaj.